# Fulshear
Fulshear ist eine Stadt im Fort Bend County im Bundesstaat Texas in den Vereinigten Staaten. Das U.S. Census Bureau hat bei der Volkszählung 2020 eine Einwohnerzahl von 16.856 ermittelt.

## Geografie
Die Stadt liegt im Norden des Countys, im Südwesten von Texas, zehn Kilometer westlich von Houston, ist etwa 90 Kilometer vom Golf von Mexiko entfernt und hat eine Gesamtfläche von 21,2 km².

## Geschichte
Benannt wurde der Ort nach Churchill Fulshear, einem Mitglied von Stephen F. Austins Old Three Hundred.

## Demografische Daten
Nach der Volkszählung im Jahr 2000 lebten hier 716 Menschen in 251 Haushalten und 192 Familien. Die Bevölkerungsdichte betrug 33,9 Einwohner pro km². Ethnisch betrachtet setzte sich die Bevölkerung zusammen aus 59,92 % weißer Bevölkerung, 24,02 % Afroamerikanern, 0,42 % amerikanischen Ureinwohnern, 0,70 % Asiaten, 0,00 % Bewohnern aus dem pazifischen Inselraum und 13,41 % aus anderen ethnischen Gruppen. Etwa 1,54 % waren gemischter Abstammung und 22,49 % der Bevölkerung waren spanischer oder lateinamerikanischer Abstammung.
Von den 251 Haushalten hatten 39,0 % Kinder unter 18 Jahre, die im Haushalt lebten. 62,9 % davon waren verheiratete, zusammenlebende Paare. 11,6 % waren allein erziehende Mütter und 23,5 % waren keine Familien. 20,7 % aller Haushalte waren Singlehaushalte und in 6,0 % lebten Menschen, die 65 Jahre oder älter waren. Die Durchschnittshaushaltsgröße betrug 2,85 und die durchschnittliche Größe einer Familie belief sich auf 3,33 Personen.
32,1 % der Bevölkerung waren unter 18 Jahre alt, 6,7 % von 18 bis 24, 27,4 % von 25 bis 44, 25,3 % von 45 bis 64, und 8,5 % die 65 Jahre oder älter waren. Das Durchschnittsalter war 36 Jahre. Auf 100 weibliche Personen aller Altersgruppen kamen 98,9 männliche Personen. Auf 100 Frauen im Alter von 18 Jahren und darüber kamen 96,8 Männer.
Das jährliche Durchschnittseinkommen eines Haushalts betrug 44.375 USD, das Durchschnittseinkommen einer Familie 54.444 USD. Männer hatten ein Durchschnittseinkommen von 40.893 USD gegenüber den Frauen mit 36.563 USD. Das Prokopfeinkommen betrug 19.489 USD. 22,8 % der Bevölkerung und 15,6 % der Familien lebten unterhalb der Armutsgrenze. Davon waren 24,8 % Kinder und Jugendliche unter 18 Jahren und 27,6 % waren 65 oder älter.